# تپه پنج زوج
تپه پنج زوج مربوط به عصر آهن - دوره اشکانیان - دوره ساسانیان - سده‌های میانی دوران‌های تاریخی پس از اسلام است و در شهرستان ازنا، بخش جاپلق، دهستان چاپلق غربی، ۱۷۰ متری شمال روستای پنج زوج واقع شده و این اثر در تاریخ ۲۲ آبان ۱۳۸۶ با شمارهٔ ثبت ۲۰۰۷۹ به‌عنوان یکی از آثار ملی ایران به ثبت رسیده است.